# Detective K: el secreto de la viuda virtuosa
Detective K: el secreto de la viuda virtuosa (título internacional: Detective K: The Secret of the Virtuous Widow; en hangul: 조선명탐정: 각시투구꽃의 비밀; hanja: 朝鮮名探正: 각시투구꽃의 祕密; RR: Joseon Myeongtamjeong: Gakshituku Ggotui Bimil) es una película surcoreana de 2011 basada en la novela de Kim Tak-hwan y protagonizada por Kim Myung-min, Oh Dal-su y Han Ji-min. Fue la cuarta película coreana por número de espectadores en Corea del Sur en el año 2011.

## Argumento
En 1782, 16 años después de que Jeongjo se convirtiera en rey de Joseon, se produce una serie de asesinatos. El rey Jeongjo cree que pueden ser debidos a una conspiración de funcionarios de su gobierno para encubrir un caso de corrupción relacionado con los impuestos que recauda el reino. Jeongjo ordena en secreto al Detective K (Kim Myung-min) que descubra quién está detrás de esos asesinatos.
Cuando el Detective K visita al gobernador de la ciudad, que estaba encarcelado, lo encuentra también muerto en su celda. El Detective K encuentra el arma empleada para asesinarlo: una aguja de metal fina y larga clavada en la nuca del gobernador. Además, el Detective K descubre una pista sobre la identidad del asesino: hay restos de acónito, una planta muy venenosa, junto a la aguja. Pero, mientras el Detective K está observando el arma junto al cadáver, entran en la celda unos guardias de la prisión, que lo toman por el asesino del gobernador y lo encierran en otra celda. En ella, el Detective K encuentra Seo-pil (Oh Dal-su), preso porque se le acusa de ser ladrón de perros, el cual le ayuda a escapar de prisión.
Debido a este incidente, el rey Jeongjo le quita el caso al Detective K y lo envía a Jeokseong para investigar el caso de una mujer que se cree que se suicidó tras la muerte de su marido. En realidad, este encargo es una estratagema del rey para que el Detective K vaya a Jeokseong, la zona de donde procede el acónito que había encontrado en la escena del delito.
Cuando el Detective K y Seo-pil investiga en Jeokseong,  conocen a Han Kaek-ju (Han Ji-min), una joven mujer de negocios, poderosa y enigmática, que controla grandes grupos de mercaderes. El Detective K y Seo-Pil sospechan que Han Kaek-ju y el jefe del partido Noron, el ministro Im (Lee Jae-yong) están desviando impuestos para pagar ilícitamente a sus partidarios políticos. Entretanto, el Detective K también investiga el caso de la mujer de quien se dice que se suicidó después de la muerte de su marido y llega a la conclusión que estos dos casos están relacionados.

## Reparto
- Kim Myung-min como el detective K.
- Han Ji-min como Han Kaek-ju.
- Oh Dal-su como Han Seo-pil.
- Lee Jae-yong como el ministro Im.
- Woo Hyeon como el señor Bang.
- Ye Soo-jung como la mujer de Im.
- Choi Moo-sung como un gurú médico.[3]
- Jung En-gi como un magistrado.
- Lee Seol-gu como un criado.
- Choi Jae-sup como Lee Bang.
- Moon Kyung-min como un viejo herrero.
- Kim Tae-hoon como Im Geo-seon.
- Nam Sang-jin como el rey Jeongjo.
- Kim Young-hoon como un sacerdote.
- Jung Jae-sung como Sato Jeok-seong.

## Distribución
La película se estrenó en Corea del Sur el 27 de enero de 2011. También se exhibió en 10 ciudades en EE. UU. y Canadá en marzo de 2011, incluidas Los Ángeles, San Francisco, Atlanta, Seattle, Chicago, Dallas, Hawái y Vancouver. Y se distribuyó asimismo a Australia, China, Taiwán, Tailandia, Alemania, Austria y Suiza. Participó en el Festival de cine Internacional de Hawái.

## Continuaciones
Esta película fue la primera de una serie de tres. La segunda, Detective K: el secreto de la isla perdida, se estrenó en febrero de 2015. Kim Myung-min y Oh Dal-su reaparecieron con sus personajes, aunque en esta ocasión la protagonista femenina fue Lee Yeon-hee como femme fatale.
Una tercera película, Detective K: el secreto del muerto viviente, se estrenó el 8 de febrero de 2018, y en ella reaparecen los dos protagonistas masculinos, en tanto que el papel principal femenino es para Kim Ji-won.